# Velike mačke
Izraz velike mačke se uporablja za resnično velike mačje vrste, predstavniki katerih lahko tehtajo tudi po več kot sto kilogramov in se tako zelo razlikujejo od domače mačke, ki je poznana domača žival. Toda ne glede na ogromno razliko v velikosti, je večina vrst mačk neverjetno podobna, tako po sami zgradbi telesa, kot tudi po vedenju. Vse mačke so mesojede in so tudi zelo učinkoviti plenilci. Najdemo jih skoraj povsod po svetu, v Ameriki, Afriki, Aziji in Evropi. Le Avstralija in Antarktika nista domača oziroma prvotna kontinenta teh živalskih vrst.
Največje mačke spadajo v rod Panthera. Štiri vrste: lev, tiger, leopard in jaguar so edine mačke, ki se lahko oglašajo z rjovenjem. Posledično je ta zmožnost rjovenja značilnost velikih mačk, nekaj kar jih ločuje od ostalih mačk.
Ostale štiri vrste - gepard, snežni leopard, puhasti/dimasti leopard in puma prav tako spadajo v to skupino, predvsem zato, ker odrasli samci tehtajo okoli 70kg in se tako smatrajo za velike mačke, čeprav so bistveno manjše od prvih štirih. 
Vmesno stopnjo med velikimi in malimi mačkami predstavljajo risi, ki tehtajo okoli 25kg in so precej težji od domače mačke. Ta tradicionalna delitev mačk po velikosti ne ustreza popolnoma filogenetski sorodnosti mačk.

## Vrste
Panthera
- tiger, Panthera tigris (Azija)
- lev, Panthera leo (Afrika, gozd Gir v Indiji; včasih tudi JV Evropa)
- jaguar, Panthera onca (Amerika; čez Mehiko do severa Argentine)
- leopard, Panthera pardus (Azija in Afrika)

Ostale velike mačke
- gepard, Acinonyx jubatus (Afrika)
- puma, Puma concolor (Severna in Južna Amerika)
- snežni leopard, Uncia uncia (gore srednje Azije)
- puhasti /dimasti leopard Neofelis nebulosa (JV Azija)

Hibridi
- tigon, (moški tiger/ženski lev)
- liger, (moški lev/ženski tiger)
- jagulep, (moški jaguar/ženski leopard)
- lepjag, (moški leopard/ženski jaguar)
- kongoški pikasti lev, (jagulep ali lepjag/lev)
- marozi, (moški lev/ženski leopard)
- leopon, (moški leopard/ženski lev)

»Srednjevelike« mačke
- ris, Lynx lynx (Evropa in Azija)
- bobcat, Lynx rufus (Severna Amerika)
- kanadski ris, Lynx canadensis (Severna amerika)
- iberijski ris, Lynx pardinus (Evropa)
- ozelot, Leopardus pardalis (Mehika, Srednja in Južna Amerika ter SZ Teksasa, ZDA)
- karakal, Caracal caracal (Afrika)
- serval, Leptailurus serval (Afrika)

## Grožnje velikim mačkam
Največjo grožnjo velikim mačkam predstavlja vse večje uničevanje njihovega naravnega okolja in lov. Grožnjo predstavlja tudi trg eksotičnih živali, kjer jih ulovijo, jih vzrejajo in vzgajajo, da bi jih lahko kasneje čim bolje prodali, največkrat privatnim lastnikom. V ZDA je 19 zveznih držav prepovedalo lastništvo velikih mačk in ostalih eksotičnih vrst, kjer zakon prepoveduje vsakršno posest, vzrejo, prodajo teh živali. Vendar naj bi kljub temu še vedno bilo okoli 15,000 velikih mačk v ujetništvu v Ameriki in le majhen odstotek teh je zakonito v živalskih vrtovih. Ostali so v zasebnih domovih ali nezakonitih živalskih vrtovih, kjer je kvaliteta njihove oskrbe zelo vprašljiva. Statistika kaže, da kar 98 odstotkov velikih mačk umre že v prvih dveh letih ujetništva. 